# M-ovládání
m-ovládání je v generativní gramatice a příbuzných teoriích syntaktická relace mezi dvěma uzly v syntaktickém stromě. Uzel {\displaystyle X} m-ovládá uzel {\displaystyle Y}, pokud maximální projekce uzlu {\displaystyle X} dominuje uzlu {\displaystyle Y}, ale ani jeden z uzlů {\displaystyle X}, {\displaystyle Y} nedominuje druhému z nich.
V teorii řízenosti a vázání se m-ovládání používá pro definování centrální syntaktická relace řízenosti. V novějších směrech výzkumu však bylo m-ovládání z větší části nahrazeno c-ovládáním. M-ovládání je obecnější relace než c-ovládání, protože uzel m-ovládá ty uzly, které c-ovládá, nebo specifikátory fráze (syntax), které je hlavou. Jak m-ovládání tak c-ovládání je definováno pro složkové stromy a nehraje žádnou roli v gramatických teoriích, které používají jiné pojetí syntaktické struktury.